# Ärkeängeln Mikaels serbisk-ortodoxa kyrka, Međa
Ärkeängeln Mikaels serbisk-ortodoxa kyrka (serbisk kyrilliska: Српска православна црква Вазнесења Господњег; latinska: Srpska pravoslavna crkva Vaznesenja Gospodnjeg) är en serbisk-ortodox kyrkobyggnad belägen i byn Međa i provinsen Vojvodina, i norra Serbien.
Kyrkan är helgad åt ärkeängeln Mikael och tillhör Banats stift.

## Historik
Historien om ärkeängeln Mikaels serbisk-ortodoxa kyrka i Međa går tillbaka till den andra halvan av 1700-talet.
Den är också kulturmärkt.

## Kyrkan
- Kyrkan har en halvcirkelformad absid.[1]
- Ikonostasen snidades 1773 av bröderna Marković.[1]

## Bilder

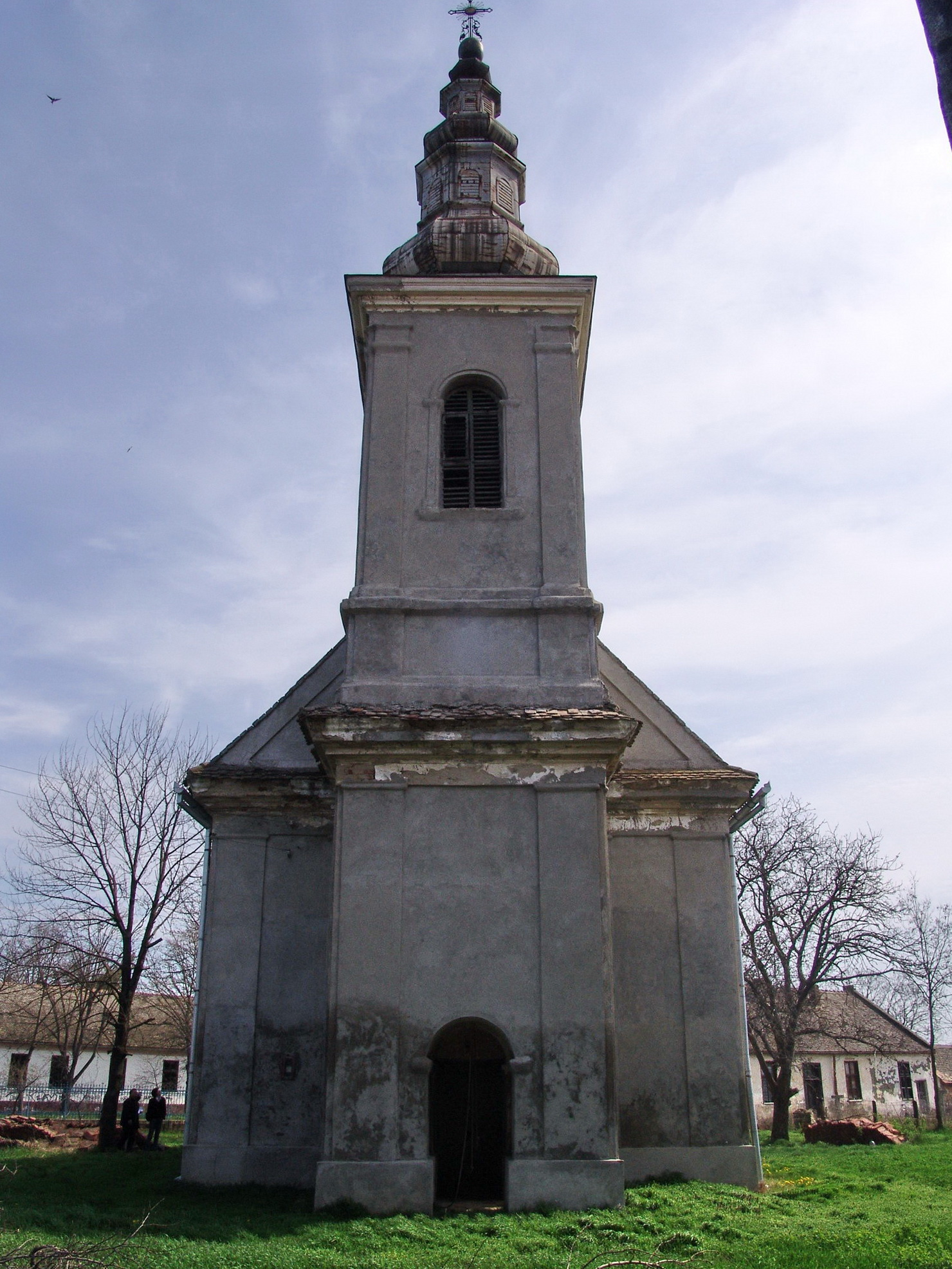
Kyrkan framifrån.
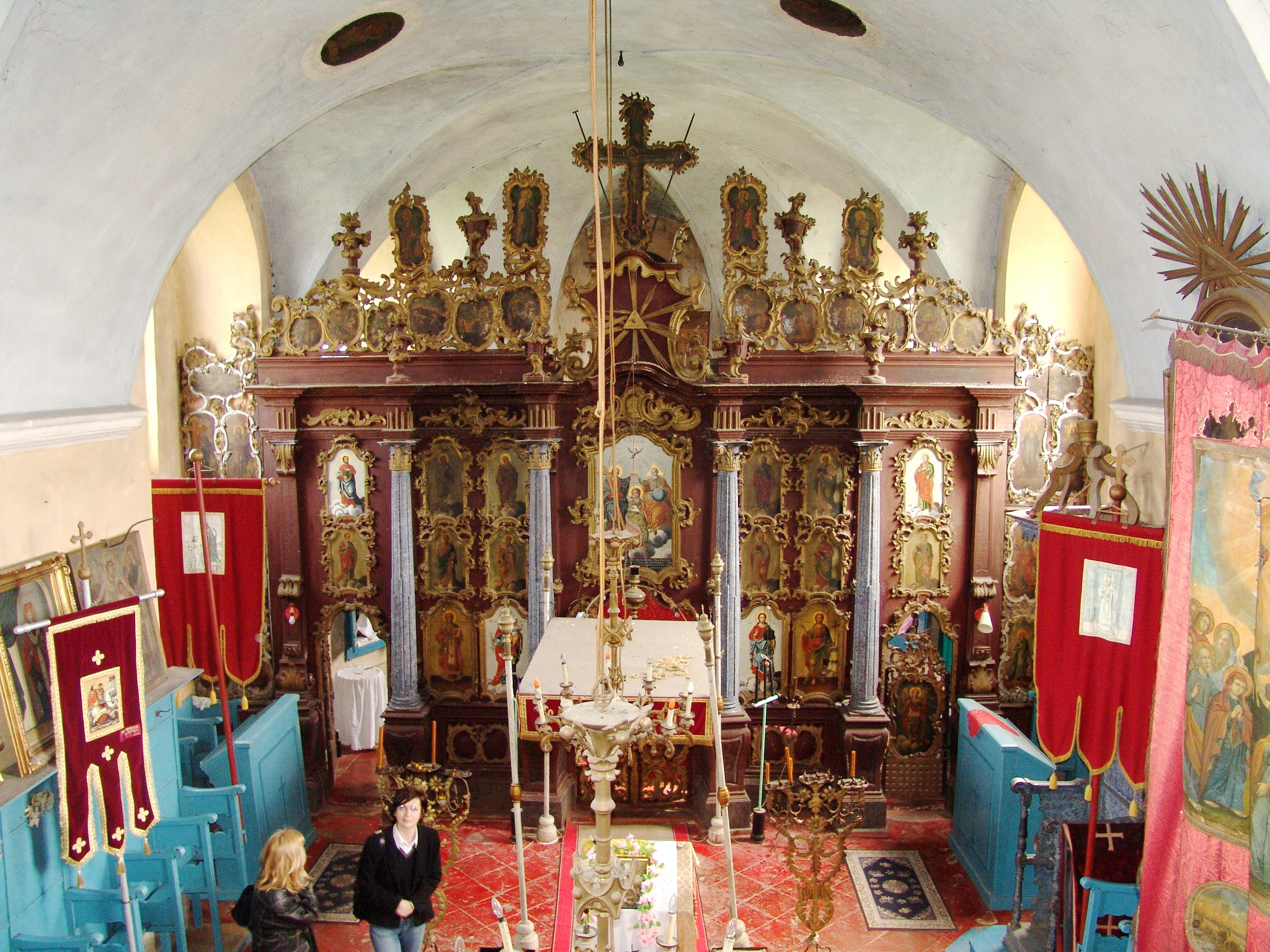
Kyrkans interiör mot ikonostasen.
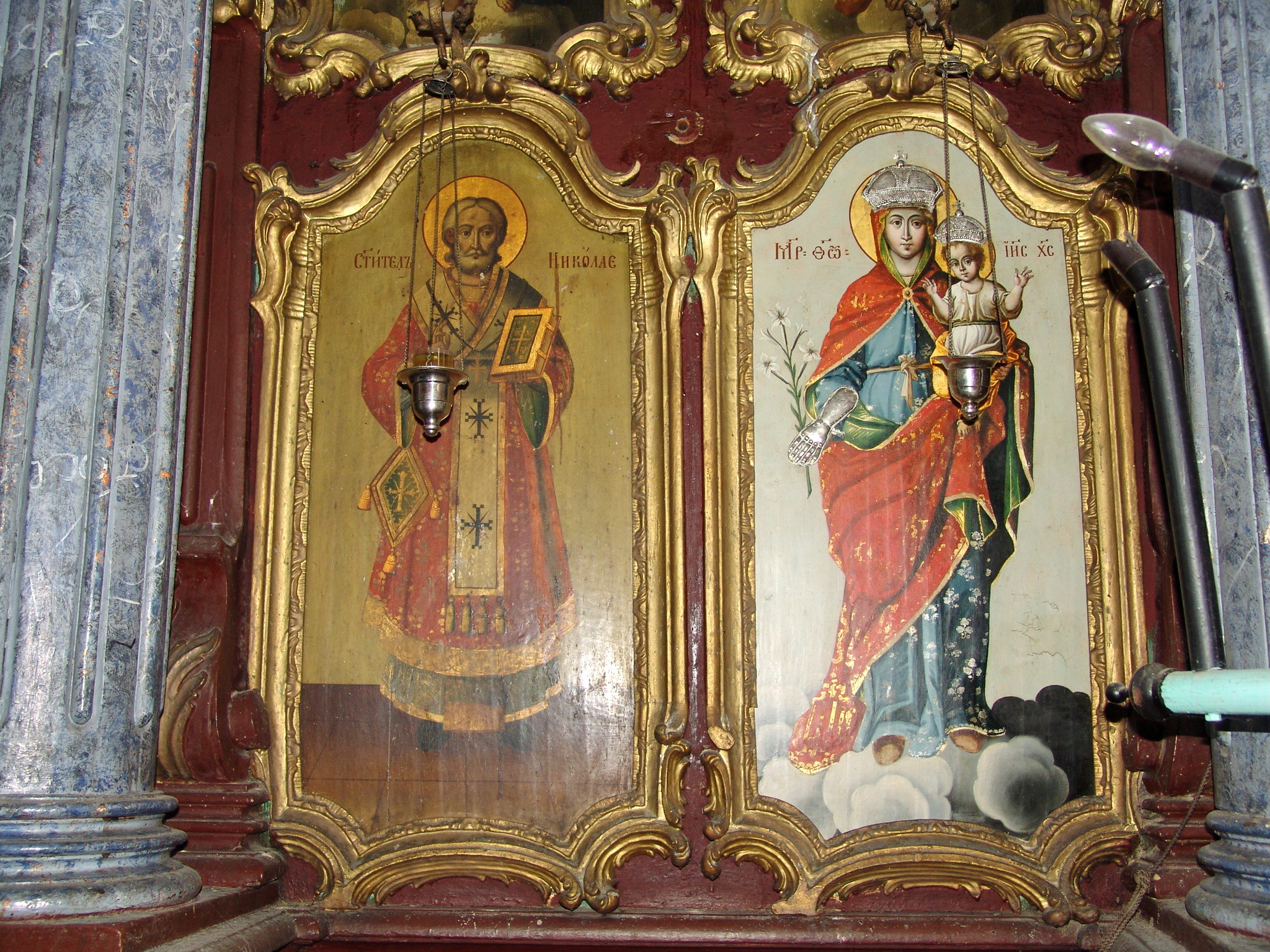
Ikoner föreställande Sankt Nikolaus (vänster) och Jungfru Maria (Guds Moder) med Jesusbarnet (höger).